# Otto Stiebler
Otto Stiebler (* 14. Juni 1856 in Żyrowa, Bezirk Strzelce Opolskie; † 2. Oktober 1932 in Breslau) war ein deutscher Unternehmer und Kaufhausbetreiber. Er war seit 1894 verheiratet mit Gertrud Grosser (1866–1921).

## Leben
Otto Stiebler wurde 1856 in Żyrowa (Kreis Groß-Strehlitz, Oberschlesien, heute Polen) geboren. Sein Vater Josef Stiebler war Verwalter des Nachlasses des Grafen Leopold von Gaschin, der 1852 vom Gesandten des Königreichs Preußen, Max Friedrich von Hatzfeld-Schönstein, gekauft wurde. Otto hatte sechs Geschwister, aber seine Kindheit endete im Alter von 10 Jahren mit dem plötzlichen Tod seines Vaters im Jahr 1866 während der Choleraepidemie, die in Oberschlesien wütete. Die Mutter war gezwungen, ihr Heimatdorf zu verlassen und mit den Kindern nach Leobschütz (Głubczyce) zu ziehen, wo sie ein Internat für Mittelschüler eröffnete.
Sein Fleiß zog die Aufmerksamkeit seiner Lehrer auf sich, die ihm rieten, in die Fußstapfen seines älteren Bruders zu treten und nach dem Abitur 1870 Kaufmann zu werden.
Nach dem Abitur meldete sich Stiebler im Kaufhaus von F. Weicharts sel. Witwe & Gierich in Pless (Pszczyna), um den Beruf des Kaufmanns zu erlernen. Die Ausbildung dauerte 5 Jahre; das Unternehmen handelte mit Kolonialwaren, Werkzeugen, Metallartikeln und Textilien. Im Alter von 18 Jahren übernahm er die Leitung des Unternehmens. Am 1. März 1876 begann er als Angestellter in der Verkaufsabteilung des Kaufhauses Molinari in Breslau, Albrechtstraße 56. Nach zwei Jahren wechselte er in den Auslandsvertrieb.
Ab dem 1. Januar 1882 arbeitete er für kurze Zeit in Görlitz, wo die Stelle des stellvertretenden Direktors in der Lebensmittelabteilung im Waren-Einkaufs-Verein frei wurde, kehrte aber bereits am 1. Oktober 1882 wieder zu Molinari nach Breslau zurück.
Am 19. Oktober 1885 eröffnete Stiebler sein erstes Kolonialgeschäft in der Altbüßer Ohle 4 unter dem Namen Breslauer Kaffee-Rösterei Otto Stiebler. Er etablierte als erster eine Kaffee-Marke („B.K.R.“) und führte dafür für die Zeit ungewöhnlich umfangreiche Werbekampagnen durch. Das Verkaufssystem basierte auf der neuen Selbstbedienung – die Waren wurden in offene Regale und in offene Behälter gestellt. Im Jahr 1890 umfasste die Kette bereits vier Filialen – darunter den Hauptsitz in der Altbüßer Ohle 4 – und in den nächsten 10 Jahren kamen 7 weitere hinzu. Zu Beginn der 1890er Jahre hatte Stiebler bereits eine etablierte Marke und Position in der Stadt und war der unangefochtene Tycoon der Kaffeebranche – niemand sonst hatte ein so breites Sortiment an hochwertigem Kaffee.
Aufgrund des steigenden Drucks der Konkurrenz auf dem Kaffeemarkt (Kaiser’s Kaffee, Stollwerck, Edeka) beschloss er, ein großes Kaufhaus zu eröffnen, wie es Breslau noch nie zuvor gesehen hatte. Zu diesem Zweck erwarb er 1898 von der Wirtszunft aus dem 16. Jahrhundert ein ungenutztes, verfallenes Gebäude der ehemaligen Mälzerei, das sich am heutigen Teatralny-Platz 5 (ehemaliger Zwingerplatz) befand. Er vertraute den Wiederaufbau dem damals in Breslau geschätzten Breslauer Architekten Felix Heinrich (1857–1920) an, dem Vertreter des Späthistorismus, der Vorsitzender der Breslauer Sektion des Deutschen Gartenstädteverbandes war. Nach mehr als einjähriger Renovierungsarbeit wurde am 21. Oktober 1900 mit einer massiven Werbekampagne das Kaufhaus Stiebler mit einer Verkaufsfläche von 465 m² eröffnet. Anlässlich der Eröffnung des Kaufhauses lud Stiebler alle ein, seine neuen Räumlichkeiten „ohne Kaufzwang“ zu besichtigen, heißt es in den Ankündigungen, die die Aufnahme des Ladenbetriebs ankündigten. (Zu dieser Zeit war es undenkbar, Geschäfte zu besuchen, um die Ware nur zu betrachten. Die Höflichkeit des Personals zwang die Kunden zum Einkaufen – ziellos im Laden „umherzuirren“ galt als Taktlosigkeit gegenüber dem Ladenbesitzer und dem Personal.) Das Kaufhaus Stiebler war das erste großformatige Lebensmittelgeschäft in Breslau. Die Werbekampagne zur Eröffnung des Kaufhauses erreichte eine in der schlesischen Hauptstadt zuvor nicht bekannte Größenordnung.
Die in Wien erscheinende Wochenzeitung Illustrierte Kurort-Zeitung schrieb anlässlich der Neueröffnung in einem Artikel vom 30. Juni 1901 unter dem Titel „Eine Sehenswürdigkeit Breslaus“:
Wir haben acht Hauptabteilungen im Kaufhaus. Die erste und größte von ihnen bietet Kaffee an, mit dem Otto Stiebler berühmt wurde und der ihm nicht nur in Breslau und Schlesien, sondern auch in Ost- und Westpreußen und anderen Teilen Deutschlands einen treuen Kreis von Verbrauchern beschert hat. Darüber hinaus bietet diese Abteilung auch Zucker, Tee, Kakao, Schokolade, Biskuitkuchen an – alles in zahlreichen Sorten und zu unterschiedlichen Preisen. Die zweite Abteilung bietet Getreideprodukte, Reis, Hülsenfrüchte, Nudeln und andere Mehlprodukte, die dritte bietet getrocknete und frische Früchte und südländische Früchte an, die vierte Gemüsekonserven, Obstkonserven und Kompott in Gläsern. Der fünfte bot frisches Gemüse und Obst und Delikatessen, der sechste Süßigkeiten und der siebte Weine, Liköre, Schnupftabak und Zigarren. Der achte Geschäftsbereich bietet Chemikalien, Reinigungsmittel, Waschpulver, Kerzen und Glühbirnen an.
Eine weitere Neuheit war die sogenannte „grüne Preisliste“ (auch bekannt als „grünes Buch“) – ein Buch von über hundert Seiten, das die Preisliste aller bei Stiebler erhältlichen Artikel enthielt. Mehr als die Hälfte der 50.000 Exemplare wurden jedes Jahr an Stammkunden außerhalb von Breslau verschickt.
Das Kaufhaus war ein Versandhandel – schon vor Ausbruch des Ersten Weltkriegs wurden über 60.000 Bestellungen pro Jahr bearbeitet. Der Versandhandel führte Bestellungen aus dem In- und Ausland aus.
1914 gab es 21 Filialen des Kaufhauses Stiebler, die insgesamt über 250 Mitarbeiter beschäftigten. Nach dem Ersten Weltkrieg wuchs das Unternehmen weiter. Obwohl Stiebler mit der Wiedergeburt des polnischen Staates und dem Verlust von Teilen Oberschlesiens und Großpolens an ihn einen großen Teil seiner Märkte verlor, expandierte es dennoch auf die lokalen Märkte und gründete Filialen in mehreren Städten – 1925 gab es Niederlassungen u. a. in Brieg (Brzeg), Krummhübel (Karpacz), Bad Salzbrunn (Szczawno Zdrój) bei Waldenburg (Wałbrzych), Schreiberhau (Szklarska Poręba). Die B. K. R. beschäftigte insgesamt 305 Mitarbeiter, und die Marke war deutschlandweit bekannt.
Otto Stiebler starb 1932 in Breslau, nachdem er die Leitung des Unternehmens an seinen Partner Carl Lichey (1872–?) übergeben hatte.